# Agrostis pourretii
Agrostis pourretii es una especie herbácea de la familia de las poáceas. 

## Descripción
Es una planta anual que crece formando tupidos mechones, con tallos erectos de entre 15 a 65 cm de altura. Hojas oblongas, subagudas, líguladas de 2-3,5 mm, con limbo plano de 3-8 cm x 1-3 (-4) mm. La inflorescencia es una panícula poco densa de 5-17 cm, con los tallos primarios y secundarios desnudos, algo ásperos. Pedúnculos más cortos que las espiguillas o algo más largos, apenas engrosados en el ápice. Espiguillas de 1,9-2,6 mm con glumas desiguales, lanceoladas, agudas o acuminadas, anchamente escariosas, con quilla áspera; la inferior de 1,9-2,6 mm; la superior de 1,5-2,1 mm. Lema de 0,9-1,3 mm, con 5 nervios, los laterales cortamente prolongados más allá del ápice, glabra, con arista dorsal de 3-4 mm, geniculada, inserta ligeramente por encima de la mitad de la lema. Callo con algunos pelos cortos. Prófilo muy reducido. Anteras de 0,7-1 mm. Cariópside de  1 x 0,3 mm.

Florece de mediados de la primavera a mediados de verano.

## Distribución y hábitat
Se distribuye por la cuenca mediterránea occidental,incluida toda la península ibérica. 
Se encuentra en prados húmedos, en riberas de ríos, o incluso en terrenos secos. Prefiere sustratos arcillosos o ácidos.

## Taxonomía
Agrostis pourretii fue descrita por Carl Ludwig Willdenow y publicado en Der Gesellschaft Naturforschender Freunde zu Berlin Magazin für die neuesten Entdeckungen in der Gesammten Naturkunde 2: 290, t. 8, f. 4. 1808.
Citología
Número de cromosomas de Agrostis pourretii (Fam. Gramineae) y táxones infraespecíficos: n=7
Etimología
Ver: Agrostis
pourretii: epíteto otorgado en honor del botánico Pierre André Pourret.
Sinonimia
- Agrostis canina Ucria
- Agrostis pallida DC.
- Agrostis perezii Sennen
- Agrostis salmantica (Lag.) Kunth
- Agrostis scabrescens Maire & Sennen
- Avena airoides Pourr. ex Willd.
- Bromidium pourretii (Willd.) Pilg.
- Trichodium calmanticum Lag.
- Trichodium effusum Link ex Schult. & Schult.f.
- Trichodium salmanticum Lag.
- Trisetum pourretii (Willd.) Roem. & Schult.[6][7]

## Nombres comunes
- Castellano: cosquileras, hierba fina, lastón, limpiaplatos, palillo, vallico.[8]